# Acuario de Taraporewala
El Acuario de Taraporewala es el único acuario en la ciudad de Mumbai, India. Construido en 1951 con un costo de 800.000 millones de Rs, alberga peces marinos y de agua dulce. El acuario se encuentra en el famoso Marine Drive. El acuario recibe el nombre de un parsi que donó Rs. 200.000 para su construcción.
Hay 100 especies de peces marinos y de agua dulce, incluyendo siete tipos de peces coralinos de las Islas Laquedivas. Las atracciones incluyen tiburones, tortugas terrestres, rayas, tortugas marinas, y estrellas de mar pequeñas. Las exhibiciones ofrecen una visión de la variedad de la vida marina en el Mar Arábigo y el Océano Índico. También hay una sala con fósiles y peces conservados en botellas, junto con conchas marinas raras.